# Czerwieńsk
Czerwieńsk (in tedesco Rothenburg an der Oder) è un comune urbano-rurale polacco del distretto di Zielona Góra, nel voivodato di Lubusz.
Ricopre una superficie di 195,93 km² e nel 2020 contava 10 041 abitanti.